# Luigi Tommaso di Savoia-Soissons
Luigi Tommaso di Savoia-Soissons, II conte di Soissons (Parigi, 15 dicembre 1657 – Petit-Landau, 24 agosto 1702), è stato un principe e militare appartenente al ramo Soissons di Casa Savoia.

## Biografia
Luigi Tommaso era il maggiore dei figli del principe Eugenio Maurizio di Savoia, conte di Soissons e di sua moglie, Olimpia Mancini, nonché il fratello maggiore del Principe Eugenio di Savoia. Sua madre era una delle nipoti del cardinale Mazzarino, nota, per questo, insieme alle sue sorelle e a due cugine come Mazarinettes.
Sposò la bellissima Uranie de La Cropte de Beauvais, che Saint-Simon una volta aveva descritto come "radiante come il mattino glorioso". Sua figlia alla fine ereditò la tenuta di Eugenio.
I suoi cugini materni includevano il Duca di Vendôme nonché il Duca di Bouillon e Louis Henri de La Tour d'Auvergne. I suoi cugini paterni includevano Vittorio Amedeo I, Principe di Carignano e Luigi Guglielmo, Margravio di Baden-Baden.
Dopo la morte di suo padre e la fuga di sua madre in Spagna dovuta al suo coinvolgimento nel famigerato affare dei veleni, Luigi Tommaso e Urania furono incaricati, insieme alla nonna paterna di Luigi Tommaso, di crescere i suoi fratelli minori. Eugenio non dimenticò mai l'amorevole amore parentale surrogato della coppia.
Luigi Tommaso ottenne un incarico come ufficiale nell'esercito francese, ma Luigi XIV aveva disegni amorosi su sua moglie. Urania, tuttavia, respinse le avance romantiche del re. Irritato, Luigi licenziò Luigi Tommaso dall'esercito, e, quando Luigi Tommaso cercò una posizione all'estero, rescise la sua pensione e debiti.
Nel 1699, tutto tranne che in bancarotta, Luigi Tommaso cercò l'aiuto di suo fratello minore, Eugenio, a Vienna. Con l'aiuto di Eugenio, ottenne una commissione dell'esercito imperiale austriaco. Fu ucciso in azione durante l'Assedio di Landau contro i francesi all'esordio della guerra di successione spagnola il 24 agosto 1702, colpito da una bomba nemica. Alla morte gli successe il figlio Emanuele Tommaso

## Discendenza
Il principe Luigi Tommaso di Savoia-Soissons e la nobildonna Uranie de La Cropte de Beauvais ebbero:
- Maria Anna Vittoria (1683–1763), Mademoiselle de Soissons; rimasta nubile fino a cinquantacinque anni, sposò il principe Giuseppe di Sassonia-Hildburghausen, dopo aver ereditato l'immensa fortuna dello zio Eugenio di Savoia[1];
- Luigi Tommaso (1685–1695);
- Teresa Anna Luisa (1686–1736);
- Emanuele Tommaso (1687-1729), Conte di Soissons; sposò Maria Teresa del Liechtenstein;
- Maurizio (1690–1710);
- Eugenio (1692–1712);
- Filippo Emanuele (1697-1762).

## Ascendenza
|                                     |               |                            | Genitori                         |  |  | Nonni |  |  | Bisnonni                   |  |  | Trisnonni                      |  |
|                                     |               |                            |                                  |  |  |       |  |  | Carlo Emanuele I di Savoia |  |  | Emanuele Filiberto I di Savoia |  |
|                                     |               |                            |                                  |  |  |       |  |  | Carlo Emanuele I di Savoia |  |  | Emanuele Filiberto I di Savoia |  |
|                                     |               | Margherita di Francia      |                                  |  |  |       |  |  | Carlo Emanuele I di Savoia |  |  |                                |  |
| Tommaso Francesco di Savoia         |               |                            |                                  |  |  |       |  |  | Carlo Emanuele I di Savoia |  |  |                                |  |
|                                     |               | Caterina Michela d'Asburgo | Filippo II di Spagna             |  |  |       |  |  |                            |  |  |                                |  |
|                                     |               | Caterina Michela d'Asburgo | Filippo II di Spagna             |  |  |       |  |  |                            |  |  |                                |  |
|                                     |               | Caterina Michela d'Asburgo | Elisabetta di Francia            |  |  |       |  |  |                            |  |  |                                |  |
| Eugenio Maurizio di Savoia-Soissons |               | Caterina Michela d'Asburgo |                                  |  |  |       |  |  |                            |  |  |                                |  |
|                                     |               | Carlo di Borbone-Soissons  | Luigi I di Borbone-Condé         |  |  |       |  |  |                            |  |  |                                |  |
|                                     |               | Carlo di Borbone-Soissons  | Luigi I di Borbone-Condé         |  |  |       |  |  |                            |  |  |                                |  |
|                                     |               | Carlo di Borbone-Soissons  | Francesca d'Orléans-Longueville  |  |  |       |  |  |                            |  |  |                                |  |
| Maria di Borbone-Soissons           |               | Carlo di Borbone-Soissons  |                                  |  |  |       |  |  |                            |  |  |                                |  |
|                                     |               | Anna di Montafià           | Luigi di Montafià                |  |  |       |  |  |                            |  |  |                                |  |
|                                     |               | Anna di Montafià           | Luigi di Montafià                |  |  |       |  |  |                            |  |  |                                |  |
|                                     |               | Anna di Montafià           | Giovanna di Coesme               |  |  |       |  |  |                            |  |  |                                |  |
| Luigi Tommaso di Savoia-Soissons    |               | Anna di Montafià           |                                  |  |  |       |  |  |                            |  |  |                                |  |
|                                     | Paolo Mancini | Lorenzo II Mancini         |                                  |  |  |       |  |  |                            |  |  |                                |  |
|                                     | Paolo Mancini | Lorenzo II Mancini         |                                  |  |  |       |  |  |                            |  |  |                                |  |
|                                     | Paolo Mancini | Olimpia Massimo            |                                  |  |  |       |  |  |                            |  |  |                                |  |
| Michele Lorenzo Mancini             | Paolo Mancini |                            |                                  |  |  |       |  |  |                            |  |  |                                |  |
|                                     |               | Vittoria Capocci           | Vincenzo Capocci                 |  |  |       |  |  |                            |  |  |                                |  |
|                                     |               | Vittoria Capocci           | Vincenzo Capocci                 |  |  |       |  |  |                            |  |  |                                |  |
|                                     |               | Vittoria Capocci           | Lucrezia Glorieri                |  |  |       |  |  |                            |  |  |                                |  |
| Olimpia Mancini                     |               | Vittoria Capocci           |                                  |  |  |       |  |  |                            |  |  |                                |  |
|                                     |               | Pietro Mazarino            | Girolamo Mazarino                |  |  |       |  |  |                            |  |  |                                |  |
|                                     |               | Pietro Mazarino            | Girolamo Mazarino                |  |  |       |  |  |                            |  |  |                                |  |
|                                     |               | Pietro Mazarino            | Margherita de Franchis Passavera |  |  |       |  |  |                            |  |  |                                |  |
| Geronima Mazarino                   |               | Pietro Mazarino            |                                  |  |  |       |  |  |                            |  |  |                                |  |
|                                     |               | Ortensia Bufalini          | Giulio Buffalini                 |  |  |       |  |  |                            |  |  |                                |  |
|                                     |               | Ortensia Bufalini          | Giulio Buffalini                 |  |  |       |  |  |                            |  |  |                                |  |
|                                     |               | Ortensia Bufalini          | Francesca Belloni                |  |  |       |  |  |                            |  |  |                                |  |
|                                     |               | Ortensia Bufalini          |                                  |  |  |       |  |  |                            |  |  |                                |  |